# Нильсен, Кай
Кай Нильсен (дат. Kai Nielsen; 26 ноября 1882[…], Свеннборг, Южная Дания — 2 ноября 1924[…], Копенгаген) — датский скульптор и керамист,  представитель неоклассицизма; муж норвежской художницы Жанны Холм.

## Биография
Кай Нильсен родился 26 ноября 1882 года на датском острове Фюн в городе Свеннборге в семье часовщика Кристиана Нильсена и его жены Ане Мари. В 15 лет он проявил склонность к живописи и начал писать пейзажи и портреты. В то же время он учился в технической школе родного города, где его обучал лепке Эдвард Христиан Иоганнес Эриксен — создатель статуи «Русалочки» из сказки Ханса Кристиана Андерсена, ставшей одним из самых узнаваемых символов порта Копенгагена и всей Дании.

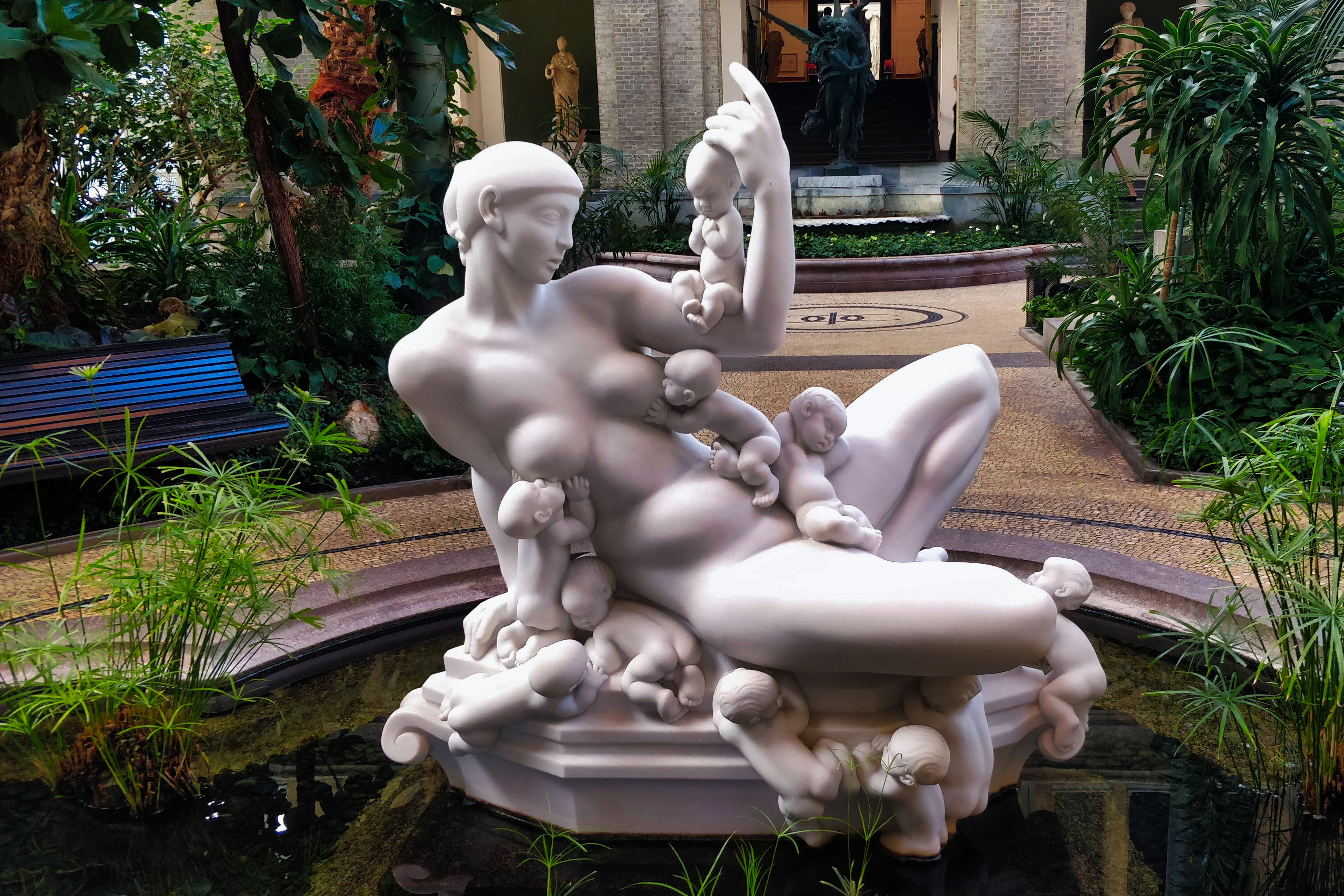
«Мать-Вода»

В 1901 году он переехал в датскую столицу, где посещал уроки рисования, чтобы подготовиться к поступлению в Датскую королевскую академию искусств. Когда он подал заявку, его рисунки отвергли, но всё-таки приняли в класс скульптуры, оценив бюст, который он сделал ещё в Свендборге. В Художественной Академии Нильсен стал учеником профессора Карла Вильгельма Олуфа Петера Аарслеффа. Среди его наставников в разное время были также известные мастера скульптуры Софус Вермерен, Густав Вермерен и Йоаким Фредерик Сковгаард.
В студенческие годы Нильсен на всю жизнь подружился с Эйнаром Утцоном-Франком, который также изучал скульптуру. Вместе они исследовали современные коллекции Новой глиптотеки Карлсберга, где Нильсен был особенно впечатлен работами Огюста Родена и Константина Менье.

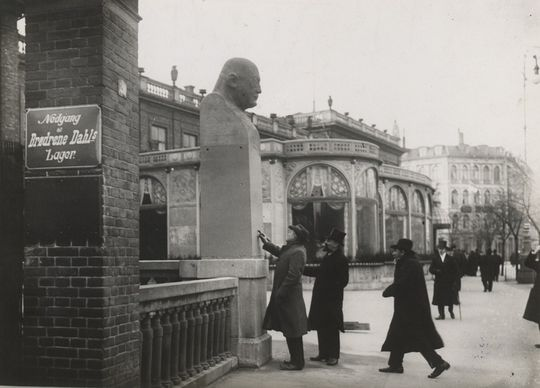
Нильсен показывает бюст Торварда Биндесбёлля Сковгаарду и Карл Мэдсен

Завершив академический курс Нильсен постепенно разработал социально сознательный стиль (например: «Слепая девушка» созданная в 1907 году). Прорывом стала «Обнаженная» (1908), которая была приобретена Датской национальной галереей. «Мраморная девушка» привлекла внимание своим переопределением отношений между предметом и материалом с равным акцентом на скульптуре как женской фигуре и каменном блоке. Округлые женские формы продолжали оставаться доминирующей темой на протяжении всего его творчества.
Большой бюст Торвальда Биндесбёлля, установленный на бульваре Вестер (ныне бульвар Х. К. Андерсена) в Копенгагене, был его первым крупномасштабным заказом в портретном жанре. За ним последовали меньшие бюсты коллег-художников Нильса Ларсена Стевнса и Людвига Карстена, боксера Дика Нельсона (1918) и другие.

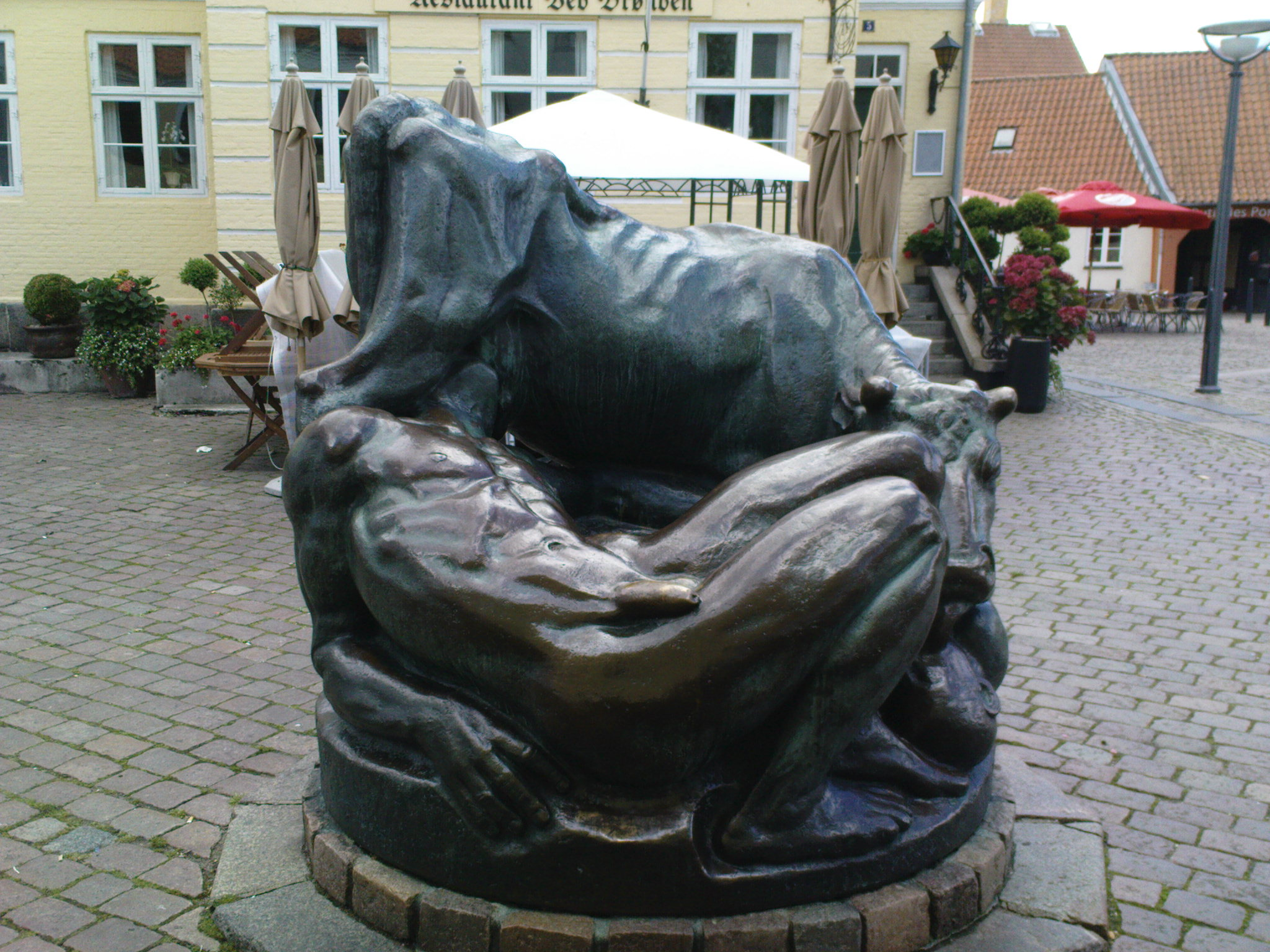
«Колодец Имира»

Одна из первых публичных скульптур Нильсена, «Колодец Имира», установленная в 1913 году на площади в Фааборге, в свое время вызвала много недовольства у пуритан, но остаётся стоять там и по сей день.
29 июля 1915 года художник заключил брачный союз с норвежской художницей Жанной Холм, которая после свадьбы стала постоянно проживать с мужем в Дании; в 1919 году у них родился сын Ян Кай, который продолжил семейную династию и посвятил свою жизнь искусству став художником и скульптором (ум. 2001).

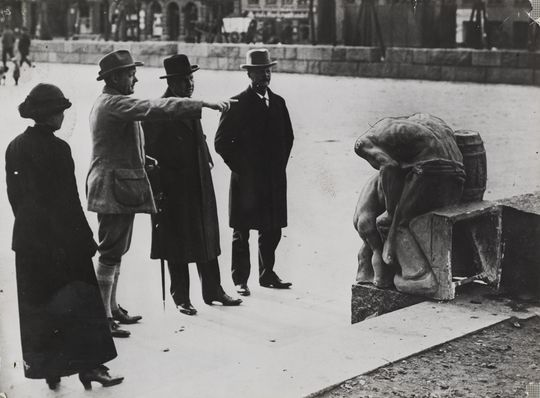
Кай Нильсен на Блогорс-плас (1916 год)

В 1920-х годах Кай Нильсен сотрудничал с датским архитектором Иваром Бентсеном в ходе реконструкции Блогорс-плас — городской площади в одном из беднейших рабочих кварталов Копенгагена того времени. С 1912 по 1916 год он создал 22 гранитные скульптуры, встроенные в низкую стену, окружающую центральную прямоугольную часть площади. Все скульптуры изображают человека, занимающегося определённым ремеслом — портного, бондаря, пекаря — их сопровождает множество детей. Комплекс имел целью отдать дань уважения трудящимся и их семьям из которых нередко формировались рабочие династии. Когда комплекс был открыт, он вызвал бурные дебаты и критику, поскольку был новаторским в интеграции скульптур в уличную среду и раскрытия функциональных возможностей скульптуры. Стена предназначалась для сидения и лазания, а также как центральное пространство для детских игр, кроме того имела встроенную трибуну для публичных выступлений.
С 1918 по 1920 год он создавал комплекс декоративных скульптур и элементов для парка норвежского судоходного магната Антона Фредрика Клавенесса в Лисакере недалеко от Осло (ныне один из районов норвежской столицы).
В зимнем саду упомянутой выше глиптотеки Карлсберга, куда Нильсен ходил знакомиться с произведениями мастеров, установлена его скульптура «Мать-Вода» (оригинальная гипсовая модель находится в самом здании).
Кай Нильсен умер 2 ноября 1924 года в городе Копенгагене после продолжительной болезни на 42-м году жизни во время работы над очередным памятником.